# Gvardjančič
Gvardjančič je priimek v Sloveniji, ki ga je po podatkih Statističnega urada Republike Slovenije na dan 1. januarja 2010 uporabljalo 76 oseb.

## Znani nosilci priimka
- Alenka Gvardjančič, lektorica angleščine
- Herman Gvardjančič (*1943), slikar, prof., izr. član SAZU
- Jelena Vojvodič Gvardjančič = Jelena Vojvodič Tuma, metalurginja
- Marko Gvardjančič, košarkar
- Polonca Svetlin Gvardjančič (*1961), germanistka
- Teja Gvardjančič (*1984), modna oblikovalka, oblikovlka nakita
- Zala Gvardjančič, flavtistka